# Live ?!*@ Like a Suicide
Live ?!*@ Like a Suicide es el primer trabajo de la banda de hard rock estadounidense Guns N' Roses, lanzado el 16 de diciembre de 1986 de forma independiente.
Fue producido independientemente bajo su propio sello, UZI Suicide. Hay que referirse que la banda en esa época aún no contaba con apoyo de un mánager ni de un contrato discográfico, y recibieron varias amenazas legales durante el proceso de grabación y lanzamiento. Sin embargo, la banda recibió un notable éxito e importante reconocimiento dentro de la escena con este trabajo independiente, éxito que posteriormente se vería reflejado en el lanzamiento de su disco debut oficial "Appetite for destruction" el año siguiente.
La banda finalmente firmó un contrato discográfico el 26 de marzo de 1986 con Geffen Records, el sello discográfico de David Geffen un amigo de la familia de Slash. Alan Niven que había trabajado con Great White pasa a ser su nuevo mánager.
El EP fue reeditado en 1988 y 1989; y estaba compuesto por uno de sus lados de las cuatro canciones originales de Live ?!*@ Like a Suicide y por el otro, de las cuatro canciones de G N' R Lies. El vinilo vendió solo 50.000 mil copias (solo se lanzaron 50 mil) y con el tiempo se ha convertido en una valiosa y buscada pieza de colección para fanes y coleccionistas.

## Información del álbum
El álbum contiene las primeras cuatro canciones que grabó la banda, las cuales fueron seleccionadas de algunos demos no oficiales grabados por la banda en 1985. Dos de las canciones del CD son canciones originales de la banda, mientras que las otras dos son canciones versionadas.

## Portada
La portada del EP consiste en una fotografía de dos de los miembros clásicos de la banda, Duff McKagan y Axl Rose, encima de estos aparece el antiguo logo de la banda, creado por el guitarrista Slash. Esta misma portada también aparece en el segundo álbum de estudio de la banda, G N' R Lies.

## Listado de canciones
| N.º | Título                               | Escritor(es)                                | Duración |  |
| 1.  | «Reckless Life»                      | Axl Rose, Slash, Izzy Stradlin, Chris Weber | 3:20     |  |
| 2.  | «Nice Boys» (Versión de Rose Tattoo) | Rose Tattoo                                 | 3:03     |  |
| 3.  | «Move to the City»                   | Izzy Stradlin, Chris Weber                  | 3:42     |  |
| 4.  | «Mama Kin» (Versión de Aerosmith)    | Steven Tyler                                | 3:57     |  |

## Miembros
- Axl Rose: voz principal.
- Izzy Stradlin: guitarra rítmica y coros.
- Duff McKagan: bajo y coros.
- Saul "Slash" Hudson: guitarra solista.
- Steven Adler: batería y percusión.